# Delitti e profumi
Delitti e profumi (traduction littérale : Crimes et  Parfums) est un film giallo réalisé par Vittorio De Sisti, basé sur une histoire de Bonadies et De Fornari, qui a également travaillé sur le scénario,,,.
Traci Lords fait une brève apparition dans un caméo, jouant dans un clip porno.

## Synopsis
Eddy, un détective travaille comme agent de sécurité dans un grand magasin où travaille Barbara. Cette dernière reçoit un parfum d'un mystérieux admirateur. Barbara passe sous des projecteurs halogènes et s'enflamme. Afin de découvrir qui a tué Barbara, Eddy décide de mener l'enquête en collaboration avec l'inspecteur Turroni.

## Fiche technique
- Titre original :  Delitti e profumi
- Réalisation :	Vittorio De Sisti
- Scénario : Franco Ferrini
- Production : Claudio Bonivento
- Photographie : Giuseppe Maccari
- Musique : Umberto Smaila
- Date de sortie : 1988
- Pays : Italie
- Langue : italien

## Distribution
- Jerry Calà : Foucault
- Umberto Smaila : inspecteur Turroni
- Lucrezia Lante della Rovere : Barbara
- Eva Grimaldi : Porzia
- Mara Venier: sœur Mélanie
- Marina Viro : Maria Rita alias « Mariri »
- Simonetta Gianfelici : Ambra
- Nina Soldano : Yoko
- Alba Parietti : Patty Pravo